# Vierge à l'escalier
La Vierge à l'escalier (en italien : Madonna della scala) est une œuvre de jeunesse de Michel-Ange, conservée dans la Casa Buonarroti à Florence.

## Histoire
Elle est classée pour la première fois parmi les œuvres de Michel-Ange en 1568 dans l'édition de l'ouvrage Le Vite de Giorgio Vasari, avant la Bataille des Centaures.
Michel-Ange complète alors sa formation dans l'atelier du sculpteur Bertoldo di Giovanni, ancien assistant de Donatello et conservateur de la collection de fragments de sculptures antiques des Médicis dans le petit jardin proche du couvent San Marco.

## Description
La Vierge à l'escalier est la première pièce en bas-relief connue sculptée par Michel-Ange et une des premières œuvres attribuées à Michel-Ange. Il s'agit d'une sculpture en bas-relief haute de 56,7 cm et large de 40,1 cm. Si la référence au stiacciato de Donatello est évidente, le traitement par le jeune Michel-Ange de la figure de la Vierge s'en détache utilisant une composition plus originale, avec une Vierge (qui occupe la majeure partie de l'œuvre) dont le regard porte non pas vers les spectateurs mais vers un escalier symbolique reliant le monde terrestre (où elle se trouve, allaitant son fils)  et  le ciel (occupé par des angelots). La profondeur perspective est toutefois appuyée par la draperie tendue depuis la Vierge par un des angelots traversant ainsi  la composition.

## Analyse
La Vierge, songeuse, est de profil devant un escalier avec des figures en relief très peu profond. Cette œuvre s'inspire de l'art antique : les bas-reliefs de Donatello étaient d'une grande subtilité et Bartoldo était passionné de sculpture romaine.

## Sources
- (it) Cet article est partiellement ou en totalité issu de l’article de Wikipédia en italien intitulé « Madonna della Scala (Michelangelo) » (voir la liste des auteurs).